# Montagu Bertie, II conte di Lindsey
Montagu o Montague Bertie secondo conte di Lindsey (Grimsthorpe, 1608 – Londra, 25 luglio 1666) è stato un militare e politico inglese.
Montagu Bertie era figlio di Robert Bertie, I conte di Lindsey e di sua moglie Elizabeth Montagu, figlia di Edward Montagu, I barone Montagu di Boughton; nacque a Grimsthorpe, un piccolo paese del Lincolnshire. Studiò al Sidney Sussex College di Cambridge e nel 1624 entrò a far parte del Parlamento inglese come rappresentante del Lincolnshire. Dal 1625 al 1626 rappresentò in Parlamento la città di Stamford. Quando suo padre divenne conte, Montagu Bertie ottenne di essere chiamato Lord Willoughby de Eresby. Durante la sua gioventù fu capitano di uno squadrone di cavalleria operativo nei Paesi Bassi.
Appoggiò Carlo I Stuart nella sua politica e nel 1634 fu nominato Gentiluomo della Privy Chamber nonché High Steward di Boston, Steward, Warden e Chief Ranger di Waltham Forest. Il 18 aprile 1627 sposò Martha Ramsay, figlia del mercante William Cockayne, che era anche stato sindaco di Londra.
Nel 1639 Montagu Bertie lasciò la sua compagnia per combattere nelle guerre dei Vescovi, che vedevano contrapposti Carlo I e i Covenanter scozzesi. L'anno seguente il re gli concesse ulteriori privilegi e titoli.
Allo scoppio della guerra civile inglese, Bertie, assieme al padre, si schierò dalla parte dei realisti fedeli a Carlo I, comandando uno squadrone di cavalleria nel Lincolnshire e partecipando come comandante delle guardie del corpo reali durante la battaglia di Edgehill. Fu proprio durante lo scontro di Edgehill che il padre morì: Montagu Bertie divenne così secondo conte di Lindsey e Lord Great Chamberlain. In seguito venne catturato e rinchiuso nel castello di Warwick, dove ribadì la sua fedeltà al re. Nel giugno 1643 poté raggiungere il re ad Oxford, dove venne nominato membro del Consiglio Privato del re. Come colonnello e poi luogotenente generale dell'esercito di terra, Lindsey combatté le battaglie di Newbury, Cropredy Bridge, Lostwithiel e Naseby. Dal 1643 al 1649 fu Gentleman of the Bedchamber e gli venne spesso dato l'incarico di trattare con i parlamentari. Rimase fedele al re sino alla fine, accompagnando il suo corpo alla sepoltura, dopo che era stato decapitato.
Tra il 1646 e il 1653, si sposò una seconda volta. Con la morte di Carlo I e l'instaurazione del Commonwealth, il conte si ritirò a vita privata. Solo con l'avvento della restaurazione di Carlo II tornò sulla scena politica, divenendo membro del nuovo Consiglio Privato e tornando in pieno possesso dei suoi titoli. Carlo II Stuart lo nominò Lord Luogotenente del Lincolnshire e il 1º aprile 1661 lo creò cavaliere dell'Ordine della Giarrettiera.
Si spense nella casa del cognato, presso Kensington, nel 1666.